# U-356
| U-356                      | U-356                                                          | U-356                                                          |
| -------------------------- | -------------------------------------------------------------- | -------------------------------------------------------------- |
|                            |                                                                |                                                                |
|                            |                                                                |                                                                |
|                            |                                                                |                                                                |
| Під прапором               | Третій рейх                                                    | Третій рейх                                                    |
| Спуск на воду              | 17 вересня 1941 року                                           | 17 вересня 1941 року                                           |
| Виведений зі складу флоту  | 27 грудня 1942 року                                            | 27 грудня 1942 року                                            |
| Сучасний статус            | затоплений                                                     | затоплений                                                     |
| Проєкт                     |                                                                |                                                                |
| Тип ПЧ                     | Торпедний ДПЧ                                                  | Торпедний ДПЧ                                                  |
| Основні характеристики     |                                                                |                                                                |
| Швидкість (надводна)       | 17,7 вузлів                                                    | 17,7 вузлів                                                    |
| Швидкість (підводна)       | 7,6 вузлів                                                     | 7,6 вузлів                                                     |
| Робоча глибина занурення   | 100 м                                                          | 100 м                                                          |
| Гранична глибина занурення | 220 м                                                          | 220 м                                                          |
| Екіпаж                     | 44 осіб                                                        | 44 осіб                                                        |
| Розміри                    |                                                                |                                                                |
| Довжина найбільша (по КВЛ) | 67,1 м                                                         | 67,1 м                                                         |
| Ширина корпусу найб.       | 6,2 м                                                          | 6,2 м                                                          |
| Висота                     | 9,6 м                                                          | 9,6 м                                                          |
| Середня осадка (по КВЛ)    | 4,70 м                                                         | 4,70 м                                                         |
| Водотоннажність надводна   | 769 т                                                          | 769 т                                                          |
| Озброєння                  |                                                                |                                                                |
| Артилерія                  | одна палубна гармата калібру 88-мм, одна 20-мм зенітна гармата | одна палубна гармата калібру 88-мм, одна 20-мм зенітна гармата |
| Торпедно- мінне озброєння  | 4 носових і один кормовий ТА. 14 торпед або 26 мін             | 4 носових і один кормовий ТА. 14 торпед або 26 мін             |

U-356 — німецький підводний човен типу VIIC, часів Другої світової війни.
Замовлення на будівництво човна було віддане 26 жовтня 1939 року. Човен був закладений на верфі суднобудівної компанії «Flensburger Schiffsbau-Ges» у Фленсбурзі 11 травня 1940 року під заводським номером 475, спущений на воду 17 вересня 1941 року, 20 грудня 1941 року увійшов до складу 6-ї флотилії.
Човен зробив 2 бойові походи, в яких потопив 3 (загальна водотоннажність 13 649 брт) та пошкодив 1 (водотоннажністю 7 051 брт) судно.
Потоплений 27 грудня 1942 року у Північній Атлантиці північніше Азорських островів (45°30′ пн. ш. 25°40′ зх. д. / 45.500° пн. ш. 25.667° зх. д.) глибинними бомбами канадського есмінця «Сен-Лорен» та канадських корветів «Чілвок», «Бетлфорд» та «Напані». Всі 46 членів екіпажу загинули.

## Командири
- Капітан-лейтенант Георг Валлас (20 грудня 1941 — 2 грудня 1942)
- Оберлейтенант-цур-зее Гюнтер Руппельт (3 — 27 грудня 1942)

## Потоплені та пошкоджені кораблі[3]
| Назва         | Тип            | Належність      | Дата           | Тоннаж (БРТ) | Вантаж                             | Статус     | Місце                                                       |
| Empire Union  | вантажне судно | Велика Британія | 27 грудня 1942 | 5 952        | 940 т генеральних вантажів         | потоплено  | 47°30′ пн. ш. 24°30′ зх. д. / 47.500° пн. ш. 24.500° зх. д. |
| Melrose Abbey | вантажне судно | Велика Британія | 27 грудня 1942 | 2 473        | 3 403 т вугілля та 70 мішків пошти | потоплено  | 47°30′ пн. ш. 24°30′ зх. д. / 47.500° пн. ш. 24.500° зх. д. |
| Soekaboemi    | вантажне судно | Нідерланди      | 27 грудня 1942 | 7 051        | 5 000 т генеральних вантажів       | пошкоджено | 47°25′ пн. ш. 25°20′ зх. д. / 47.417° пн. ш. 25.333° зх. д. |
| King Edward   | вантажне судно | Велика Британія | 27 грудня 1942 | 5 224        | Баласт                             | потоплено  | 47°25′ пн. ш. 25°20′ зх. д. / 47.417° пн. ш. 25.333° зх. д. |